# Episkopi Cantonment

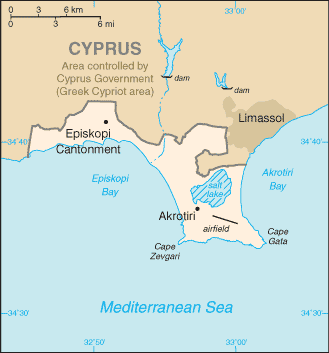
Episkopi Cantonments läge i Akrotiri och Dhekelia.

Episkopi Cantonment är huvudorten i Akrotiri och Dhekelia, ett brittiskt utomeuropeiskt territorium på Cypern. Även om det inte är den största brittiska militärbasen på Cypern, är det både den största civila och militära administrativa centrumet i territoriet.
Motorvägen A6 mellan Limassol och Pafos går förbi Episkopi Cantonment.